# Лендовер (Меріленд)
Лендовер (англ. Landover) — переписна місцевість (CDP) в США, в окрузі Графство принца Георга штату Меріленд. Населення — 25 998 осіб (2020).

## Географія
Лендовер розташований за координатами 38°55′28″ пн. ш. 76°53′15″ зх. д. / 38.92444° пн. ш. 76.88750° зх. д. (38.924395, -76.887604).  За даними Бюро перепису населення США в 2010 році переписна місцевість мала площу 10,55 км², з яких 10,54 км² — суходіл та 0,01 км² — водойми.

## Демографія
Згідно з переписом 2010 року, у переписній місцевості мешкало 23 078 осіб у 7902 домогосподарствах у складі 5627 родин. Густота населення становила 2187 осіб/км².  Було 8645 помешкань (819/км²).
Расовий склад населення:
| - 81,9 % — чорних або афроамериканців - 5,9 % — білих - 0,7 % — азіатів - 0,4 % — корінних американців - 0,1 % — вихідців з тихоокеанських островів - 8,7 % — осіб інших рас |

До двох чи більше рас належало 2,4 %. Частка іспаномовних становила 14,6 % від усіх жителів.
За віковим діапазоном населення розподілялося таким чином: 28,9 % — особи молодші 18 років, 63,4 % — особи у віці 18—64 років, 7,7 % — особи у віці 65 років та старші. Медіана віку мешканця становила 31,3 року. На 100 осіб жіночої статі у переписній місцевості припадало 86,2 чоловіків;  на 100 жінок у віці від 18 років та старших — 79,8 чоловіків також старших 18 років.
Середній дохід на одне домашнє господарство  становив 60 469 доларів США (медіана — 49 774), а середній дохід на одну сім'ю — 66 264 долари (медіана — 52 691). Медіана доходів становила 42 127 доларів для чоловіків та 38 931 долар для жінок. За межею бідності перебувало 15,6 % осіб, у тому числі 18,7 % дітей у віці до 18 років та 10,9 % осіб у віці 65 років та старших.
Цивільне працевлаштоване населення становило 11 492 особи. Основні галузі зайнятості: освіта, охорона здоров'я та соціальна допомога — 24,8 %, науковці, спеціалісти, менеджери — 14,3 %, роздрібна торгівля — 11,7 %, публічна адміністрація — 10,3 %.